# Soglia glaciale

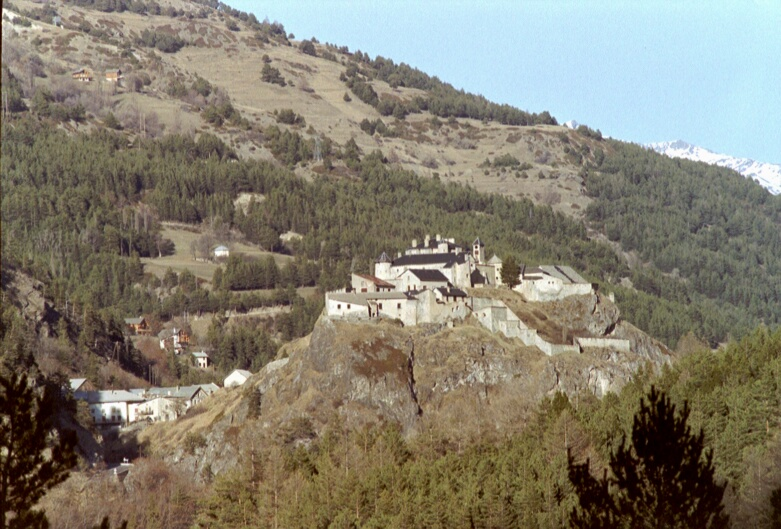
Il Forte Queyras, nelle Alpi francesi.

Soglia glaciale o catenaccio glaciale è un termine usato in geomorfologia per indicare un rilievo sporgente all'interno di un alveo glaciale. 
Una soglia glaciale sorge spesso dove i ghiacciai hanno sovraescavato l'alveo, accumulando in contropendenza i detriti derivanti.
Sono spesso dei veri e propri sbarramenti naturali, che possono essere all'origine della formazione di laghi glaciali di fondovalle o di laghi di circo.
Durante il medioevo tali mammelloni rocciosi vennero utilizzati come ideale luogo difensivo sul quale costruire caseforti o castelli.